# 2013年叙利亚化学武器袭击事件
2013年8月叙利亚化武袭击事件是2013年8月21日发生在叙利亚大马士革东部郊区古塔的化学武器攻击事件。遇害者基本是在晚间睡觉时死亡的，遇难者身上基本没有任何伤痕而死去，症状包括昏迷、鼻子和嘴喷涌白沫、瞳孔收缩、呼吸困难等。
事件最早由叙利亚反对派披露，叙利亚人权观察表示至少有322人死亡，其中包括46名反对派士兵，其余都是包括许多儿童在内的平民；地方协调委员会表示有1300多人遇难，自由叙利亚军声称多达1700多人被害。事发地为反对派控制的地区，反对派指责叙当局使用含有沙林毒气的火箭弹发动了此次袭击，不过巴沙尔政府否认这个指控，称是反对派幹的。
事件引起国际社会的强烈关注和谴责。联合国化学武器调查小组8月底刚离开叙利亚，9月16日联合国报告正式发布，报告内容显示：根据现场搜到的“明确、可信的证据”表明，8月21日的确发生了较大规模地针对包括儿童在内的平民的化学武器袭击事件，事件是由用地对地火箭弹发射的神经性毒剂沙林造成的，不过报告并没有提是谁使用了化学武器。
美国声称根据情报已经确定巴沙尔政府是事件的罪魁祸首，美国情报部门拦截到了叙利亚高官谈及化学武器的通讯记录，包括美国、英国、法国、以色列、瑞典、土耳其、加拿大，以及阿拉伯联盟和北大西洋公约组织都表态要求叙利亚当局要对此负责，其中美国政府认定包括426名儿童在内的1429人遇害，美方还掌握搭载化学武器的火箭弹发射和降落的时间与地点。
同时俄罗斯和伊朗的官方媒体则称得到了反对派中对无辜平民使用了化学武器的证据。据俄罗斯之声报道，俄外交部称，对地区电视台报道真实性的调查表明，8月21日清晨，叙利亚反对派从占领区向这一地区发射了类似恐怖分子今年3月19日在阿萨勒镇（阿勒颇附近）使用的含有暂不确定的有毒化学物质的自制火箭弹。据伊朗伊斯兰共和国对外广播电视台报道，有多名叙利亚反对派武装人员在接受美联社的采访时称，在叙利亚首都大马士革郊区姑塔东区使用了从沙特手中获得的化学武器，但“因为没有得到必要和正确的培训”，造成了许多平民遇难。
禁止化學武器組織获得2013年诺贝尔和平奖。叙利亚于2013年10月14日起正式成为禁止化学武器组织的成员国，也是该组织第190个成员国。

## 背景
在这次事件之前，已经有许多报道认为叙利亚内战中双方都使用过化武进行袭击。
叙利亚反对派方面：
据路透社和华盛顿时报报道，联合国叙利亚问题国际独立调查委员会委员卡拉·德尔-蓬特于2013年5月上旬表示，叙利亚反对派有极大的嫌疑使用沙林神经毒气，这得到了一些毒气袭击受害者的证实。同时她还表示，其小组目前还没有发现有关巴沙尔的军队使用化学武器的证据。
巴沙尔政府方面：
前巴沙尔政府的一名科学家在2013年5月下旬表示，敘政府軍已在大马士革、阿勒颇、伊德利卜和霍姆斯的一些地区使用过稀释过的沙林毒气对付反对派；已潜入大马士革郊区多日的两名法国《世界报》记者于5月27日称他们连续多天在当地目睹了政府军使用化武，被害者现呼吸困难、呕吐等症状，他们还将在当地采集的土壤等样本交给法国政府；6月中旬，美英法等国确认叙政府军在过去的一年中曾多次小规模使用包括神经毒气沙林在内的化学武器。

## 事件

详细地图

大马士革之战是叙利亚内战的重要组成部分，反对派控制的势力范围主要集中在郊区地带。
2013年8月21日，政府軍对反对派控制的大马士革东部郊区展开了一次进攻行动。
报道称，此次进攻发生在21日凌晨3点左右，政府軍的目标是夺回被自由叙利亚军控制了好几个月的古塔（Ghouta），该地区以种植农业的逊尼派人士为主。另一反对派控制的Jobar郊区也有攻击发生。
无国界医生於8月24日表示8月21日当天早上3个小时内古塔地区的三所医院一共接纳了3600名有“毒害神经的症状”的病人，其中355人死亡。地方协调委员会称1338人遇害，其中1000人死于Zamalka。
BBC报道，三名反对派人士于8月21日凌晨在Facebook首先发布了化武攻击的消息。
8月22日，政府軍继续炮轰该地。
自由军的Abu Omar对卫报记者表示：袭击当地的火箭弹非常不一样，因为你只能听到它们在空中飞行的声音，却听不到任何的爆炸声，也没有对建筑造成任何破坏。来自于人权观察的目击者表示，受害者的症状与发射炮弹的方式证明是化学武器造成的。活动家与当地居民对卫报记者表示：在遭受袭击的地区发现有剩余20枚携带有化学武器的火箭弹还没有引爆。一名曾在斯德哥尔摩国际和平研究所工作过的化武专家Richard Guthrie表示，袭击当天所在的一周之内，大马士革所刮的都是从政府軍所在方向吹向东部反对派区域的风，事实上也没有政府軍士兵在这次袭击中丧生。

## 異議
8月29日，Mint Press News，一名巴勒斯坦移民二代女性Muhawesh于2012年创立的新闻网站报道称记者戴尔·伽弗拉克（Dale Gavlak）和约旦记者叶哈雅·阿巴布尼（Yahya Ababneh）在对大马士革和古塔区的居民和反对派士兵及其家属的采访中，一位反对派士兵的父亲阿布·阿卜杜勒·穆奈因姆（Abu Abdel-Moneim）向记者表示，他的儿子和其他十二名反对派士兵当时并不清楚所操作的是化学武器，因此导致操作失误而死亡，毒气扩散从而造成了这次惨案的发生。这些化学武器来自沙烏地阿拉伯情报部长班达尔·本·苏丹（Bandar bin Sultan），原计划这些武器要提供给叙利亚“努斯拉阵线”恐怖组织，一个与基地组织有联系的反对派武装。伽弗拉克后告知黄玫瑰博客“尽管我做了反复的直接的或是通过法律顾问的请求，他们都不愿意发布一份声明说我不是作者，阿巴布尼是该报道唯一的采访者和作者。”伽弗拉克还解释说她“只是充当阿巴布尼的英文稿件编辑，因为他通常用阿拉伯文写作……”在MPN决定将伽弗拉克的名字署上前没有告知她，这是一次单方面的行动。伽弗拉克从2012年3月起就经常为该网写稿。之后她与该网中断了关系。此外记者Steve Horn和Patrick O. Strickland也举出该网就毒气事件的报道的可信和准确度问题并离开了该网，阿巴布尼在10月的报道中说他在伊朗修硕士论文，他“在利比亚和叙利亚的政府和叛军中都有很多关系……现在我的名字无人不知了，我想我该换个工作”。Fairness and Accuracy in Reporting一开始说该报道“并不讳言自己所知的有限”但当伽弗拉克与该网断绝关系后，说“就MPN表现的业余式的宣称来看，没有任何理由认真对待它的说法”。联合国驻叙利亚武器核查小组组长塞尔斯特罗姆（Åke Sellström）被问及对MPN看法时说：“他们这个民族以一千零一夜闻名。”

## 情报分析
许多西方国家的情报部门，如英国、以色列、美国、法国、土耳其和德国宣称叙利亚当局应对这次袭击负责，但他们所得出的伤亡人数有差距。情报资料宣称叙当局之所以要发动如此攻击，是考虑到反对派在郊区的力量，以及久攻不下的难处。法国情报机构卫星图片显示，反对派控制地区遭到的袭击来自于政府軍所在的地区。美国国务卿约翰·克里在记者会上宣称，2013年叙政府已多次使用化学武器，而在21日袭击事件发生前三天，叙政府軍就被告知要戴上防毒面具，并被指示在地面上提前采取预防措施；美方也断定火箭弹是从政府軍控制的区域发射投向由反对派控制或争奪中的区域，并掌握了火箭弹发射与降落的时间和地点。美方称截获有叙当局高官的通话记录，宣称是敘政府发动了化武袭击。
同时西方的情报报告受到了叙利亚当局及其主要盟友俄罗斯和伊朗的反对，俄罗斯之声引用阿巴布尼的报道说支持反对派的沙特阿拉伯向反对派提供了化学武器，反对派才是事件的责任人。

## 后续
人权观察表示，尽管叙利亚不是《禁止化学武器公约》的成员国，不过使用化学武器仍然是不合理的行动，该组织认为联合国安理会应将叙利亚发生的战争罪行和反人类罪行提交给国际刑事法院审判。联合国与阿盟叙利亚危机联合特使拉赫達爾·卜拉希米表示，根据国际法的有关规定，联合国安理会应该采取行动。
8月26日到31日，以瑞典科学家塞尔斯特罗姆（Ake Sellstrom）为首的13名联合国对叙化武问题调查小组成员进行了实地调查工作，调查小组将依据分析结果起草最终报告呈交给潘基文，潘基文再将报告转交给安理会和所有联合国会员国。联合国报告诸多细节，直指忠于巴沙尔·阿萨德的精锐部队，其中列出火箭弹飞行轨迹表明发射点位于大马士革卡西翁山直接俯瞰着阿萨德总统府的阵地。
使用化学武器是美国总统巴拉克·奥巴马设定的“红线”，化武袭击会导致美国的军事干预。在美国为首的国家确定叙当局是凶手后，由于俄罗斯的反对，美国原本计划要绕过安理会使用戰斧巡弋飛彈有限度地打击叙利亚的一些军事设施。后来由于美国民众大多反对美国介入叙利亚内战，再加上美国国会不少议员反对军事干预，因此奥巴马政府暂停了军事打击计划并同意俄罗斯政府提出的建议——即让叙利亚当局交出并销毁保存的所有化学武器，并立即加入《禁止化学武器公约》来作为暂时解决此事件的措施，如果阿萨德当局无法及时履行框架协议（美俄两国外长在同年9月于日内瓦达成协议，要求叙利亚当局在2014年年中之前将化学武器全部销毁）或犯有任何错误，就要面临联合国通过的制裁措施。联合国表示欢迎这个以交化武换和平的做法。
纽约时间9月27日晚，联合国安理会一致通过一项有关叙利亚化学武器问题的决议，这成为自2011年叙利亚示威爆发以来安理会通过的首份涉叙决议，此前俄国与中国曾三次在向叙利亚当局施压的涉叙决议中投反对票。

### 销毁化武
联合国官员表示，10月6日是“展开销毁叙利亚化武工作的首日”，被销毁的物品包括可以投入使用的化学武器弹药，以及用于制造化学武器的灌装设备等。他们在进行武器销毁的同时，仍会继续进行核查工作。
叙利亚于同年10月14日正式成为禁止化学武器组织的成员国。
2014年1月7日，首批装载有叙利亚化学武器物质的船只离开了叙利亚北部港口城市拉塔基亚，中国、俄罗斯、丹麦、挪威的护卫舰组成护航编队为化武运输船只护航。叙利亚化武将分两类在美国舰只上和在他国以商业模式予以销毁。6月23日，最后一批需要销毁的化武原料从拉塔基亚港运出，将在意大利的港口转运，并在国际公海上全部销毁。禁止化学武器组织总干事尤祖姆居当天在荷兰海牙表示，这是“全面销毁叙利亚化武使命中的一个里程碑”，“将一种大规模杀伤性武器全部从一个正经历武装冲突的国家运出”尚属首例。叙外交部当日发表声明称，叙方将境内化学武器原料全部移交并运送出境，证明了叙政府执行销毁化武协议的诚意。

## 關聯事件
- 2017年汗謝洪化學武器襲擊事件